# Мельбек (Шлезвиг-Гольштейн)
Мельбек (нем. Mehlbek) — община в Германии, в земле Шлезвиг-Гольштейн. 
Входит в состав района Штайнбург. Подчиняется управлению Итцехё-Ланд.  Население составляет 456 человек (на 31 декабря 2010 года). Занимает площадь 8,91 км².